# Щусев, Алексей Викторович
Алексе́й Ви́кторович Щу́сев (26 сентября (8 октября) 1873, Кишинёв — 24 мая 1949, Москва) — русский и советский архитектор. Действительный член Императорской Академии художеств (1908), академик архитектуры (1910), академик АН СССР (1943), четырежды лауреат Сталинской премии (1940, 1946, 1948, 1952). Щусев — единственный архитектор, в равной степени достигший успеха в трёх эпохах русской и советской архитектуры — в предреволюционном неорусском стиле, в конструктивизме 1920-х годов и в сталинской архитектуре 1930—1940-х годов.
В 1900-е годы Щусев состоялся как строитель церквей неорусского стиля. Его национально-романтический вариант, разработанный Щусевым, опирался на псковско-новгородские и московские источники, сложные пространственные композиции, плавно перетекающие формы, и намеренное отрицание симметрии и монументальности. До революции 1917 года Щусеву довелось работать и в стилистике русской неоклассики, и в стилистике нарышкинского, петровского и елизаветинского барокко. После революции Щусев поддержал большевиков и возглавил разработку плана развития Москвы. В 1924 году правительство доверило Щусеву возведение двух временных мавзолеев Ленина, в 1929 году — третьего, постоянного мавзолея. Во второй половине 1920-х годов Щусев построил ряд конструктивистских зданий в Москве и на Кавказе. С 1932 года он работал в стилистике сталинского монументализма; здание института Маркса, Энгельса и Ленина в Тбилиси и перепроектированная Щусевым гостиница «Москва» стали эталонами советской архитектуры.
В 1937 году Щусев стал мишенью пропагандистской кампании и был отстранён от архитектурной деятельности; год спустя ему удалось вернуться в профессию на пост главного архитектора АН СССР. Под руководством Щусева строились научные институты в Москве, Алма-ате, Киеве, здания органов госбезопасности и планы послевоенного восстановления разрушенных городов. Щусев — организатор расширения Третьяковской галереи в 1920—1930-е годы и создатель музея архитектуры, названного его именем.

## Ранние годы

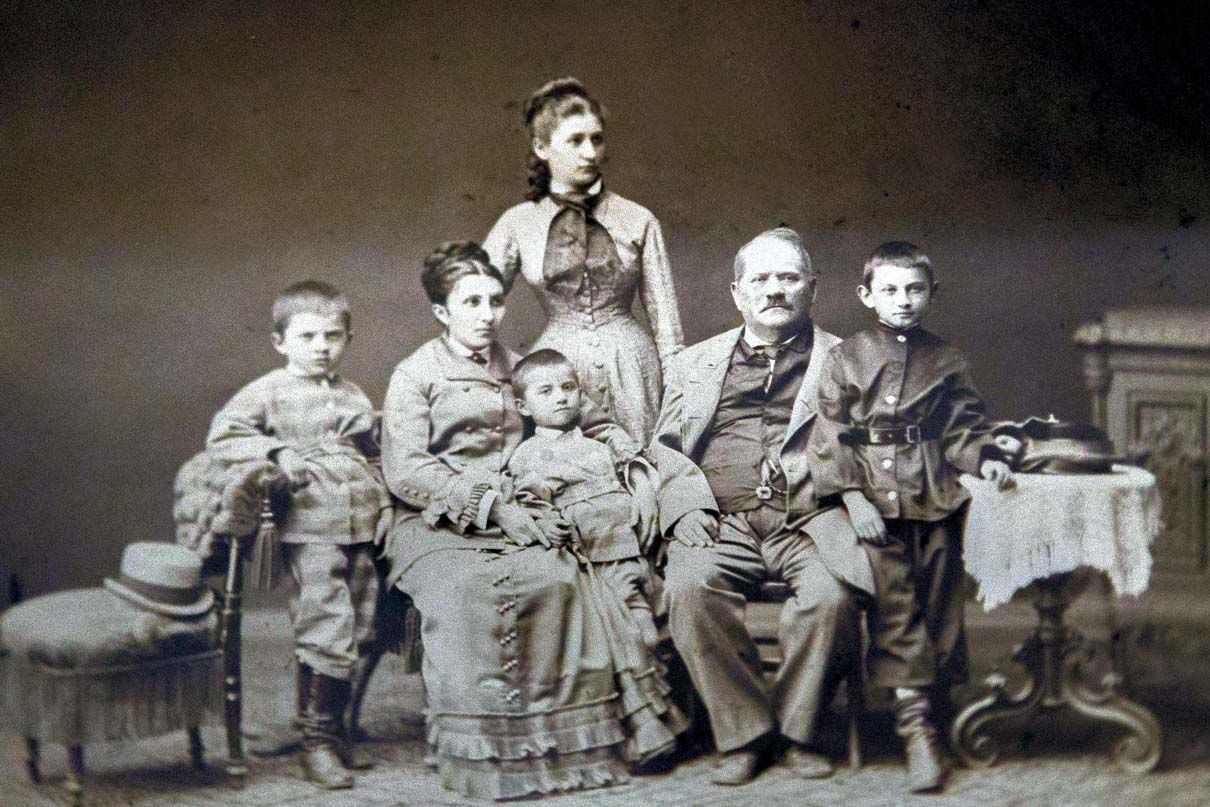
Семейство Щусевых в конце 1870-х годов, до рождения Павла Щусева. В центре — Алексей

Алексей Щусев родился в Кишинёве в многодетной семье отставного земского чиновника Виктора Петровича (1824—1889) и Марии Корнеевны Щусевых. Отец и мать умерли, когда Алексею было пятнадцать лет. Благодаря помощи родственников и земства Алексей и его младший брат Павел сумели благополучно окончить гимназию и продолжить образование в Петербурге. Все четверо братьев Щусевых и их сводная сестра от первого брака отца получили высшее образование. Пётр (1871—1934) стал врачом и исследователем Африки, Павел (1880—1957) стал инженером-строителем, помощником Алексея в проектировании московских мостов, а после его смерти — хранителем его архива.

Летом 1891 года Щусев поступил в петербургскую Академию художеств, и получил стипендию кишинёвского земства в 300 рублей в год. В первые три года обучения Щусев посещал курсы архитектуры и живописи в классах Г. И. Котова, И. Е. Репина и А. И. Куинджи, а в 1894 году сосредоточился на архитектуре в классе Л. Н. Бенуа. Котов же на долгие годы стал наставником Щусева. В 1895 году Щусев отправился в Среднюю Азию с археологической экспедицией Веселовского; в 1896 году изучал древности Ростова, Костромы и Ярославля, и европейскую архитектуру Австро-Венгрии и Румынии.
В том же 1896 году Щусев получил право на самостоятельное производство работ. Его первой профессиональной постройкой стала часовня-памятник Д. П. Поздееву-Шубину на Никольском кладбище Александро-Невской лавры, выполненная в византийском стиле ещё до выдачи лицензии. Щусев, с его слов, узнал из газет о смерти Шубина, явился без приглашения к вдове покойного, и неожиданно для самого себя убедил её сделать заказ.
В 1897 году Щусев защитил в Академии диплом с золотой медалью, давшей право на заграничную поездку за казённый счёт, и женился на Марии Викентьевне Карчевской. Пока Академия готовила документы, Щусев вновь съездил с Веселовским в Самарканд, а затем спроектировал для семьи Карчевских дом в Кишинёве в восточном стиле. Шестнадцатимесячный академический гран-тур молодых супругов начался в августе 1898 года. Щусевы посетили Вену, Триест, города Италии и Тунис, а затем остановились на полгода в Париже, где Щусев совершенствовал навыки рисования в Академии Жюлиана.
Вернувшись в Петербург, Щусев пытался начать собственную практику, но не смог найти заказы и был вынужден подрабатывать помощником у опытных архитекторов. В 1901—1902 годы положение изменилось: его проект иконостаса для Киево-печерской лавры, составленный по поручению Котова, привлёк внимание духовенства, частных заказчиков и старших коллег, в особенности семейства Олсуфьевых и М. В. Нестерова. Щусев выполнил ряд частных заказов и помог Нестерову с исправлением строительных дефектов церкви в Абастумани. Нестеров был восхищён и принял Щусева под покровительство. Последовавшие заказы семейств Харитоненко и фон Мекк и благотворительных учреждений великой княгини Елизаветы Фёдоровны стали, в разной мере, результатом протекции Нестерова. В 1917 году творческое сотрудничество прекратилось, но архитектор и художник поддерживали дружеские отношения до смерти Нестерова в 1942 году.

## Архитектура

### Храмовая архитектура (1900—1918)
В 1900-е годы Щусев состоялся как в первую очередь церковный архитектор, и быстро прошёл путь от традиционного историзма к созданию собственного протомодернистского художественного языка, объединившего мотивы модерна и русского стиля. Утвердиться на рынке частных и государственных заказов он не сумел; дореволюционные жилые постройки Щусева малочисленны и мало интересны с художественной точки зрения. Не привлекли современников и ранние церковные росписи Щусева-живописца, выполненные в манере В. М. Васнецова и М. А. Врубеля; А. А. Блок писал в 1904 году, что они «не смелы и не религиозны».
Первый собственный храмовый проект, прототип церкви на Куликовом поле, Щусев составил в 1902 году. Простой бесстолпный четверик следовал мотивам ярославской церкви Николы Рубленый Город, зато западный фасад с двумя башнями (пока что симметричными) и открытой звонницей был необыкновенно сложен. Трапезная, что стало типичным для щусевских церквей, была мала по площади и служила лишь связкой между входным порталом и основным объёмом храма. Проект 1902 года ещё следовал принципам историзма, но его второй вариант, датированный 1904 годом, уже был шагом к неорусскому стилю. Первой же реализованной постройкой в новом щусевском стиле стала часовня на могиле Н. Л. Шабельской в Ницце (1904—1907). Следуя мотивам владимирско-суздальской архитектуры, Щусев тщательно избегал стилизации. По мнению К. Н. Афанасьева, часовня оставалась в русле модерна и была явно антитектонична; по мнению авторов XXI века, это цельный пример щусевского варианта неорусского стиля, в котором все части здания сплавлены воедино.
В 1904 году Синод поручил Щусеву восстановить из руин Васильевскую церкви в Овруче. Пятиглавый византийский проект Щусева вызвал горячие споры, но тем не менее был одобрен заказчиком. Работы с участием П. П. Покрышкина и Л. А. Веснина начались в 1907 году; в 1907—1908 Щусев составил исправленный, одноглавый проект, который и был завершён в 1911 году. Это был один из первых примеров научной реставрации в Российской империи; он принёс Щусеву публичную славу, избрание в академики ИАХ и награждение орденом святой Анны.
В 1905 году Щусев начал работу над Троицким собором Почаевской лавры. Это была первая крупная (36 м в высоту и в длину) постройка, и первый опыт проектирования законченных храмовых интерьеров в жизни архитектора. Собор в псковско-новгородском стиле, противопоставленный по воле заказчика украинскому барокко древнего монастыря, был построен в конструкциях в 1908 году и освящён в 1911 году. Его облик восходил к церкви Спаса на Нередице и новгородскому Софийскому собору до их реставрации в 1890—1900-е годы. В нём впервые проявился фирменный приём Щусева — намеренная асимметрия: к югу от бокового (западного) портала стоит одноэтажная крытая галерея, к северу — высокая «крепостная» башня по мотивам Рождественского собора Антониева монастыря, производящая впечатление позднейшей пристройки. Явно несимметричны и прясла главного (южного) фасада, повторяющие композицию Георгиевского собора Юрьева монастыря. По предположению А. В. Иконникова, вначале архитектор воспроизводил в гротескной форме нерегулярность псковско-новгородских храмов, чтобы дистанцироваться от академического шаблона. В последующих храмовых проектах Щусева, а их было всего 31, асимметрия стала правилом. Другой характерный приём, впервые реализованный в Почаеве — «вросший в землю» портал главного входа без явно выраженной паперти. Мозаичное обрамление портала в форме гигантского кокошника — находка Щусева, не имеющая исторических прототипов.
Над иконостасом, фресками и мозаиками работали В. И. Быстренин, Д. М. Малюта, П. И. Нерадовский, Н. К. Рерих и сам Щусев. За время работ в лавре он стал самобытным мастером прикладного искусства и приобрёл опыт общения с художниками, художественными мастерскими и влиятельными заказчиками. Именно тогда у него сложилось особое отношение к духовенству: «вот вам бы с монашками поработать, вы бы знали!». Полезным для архитектора было и участие в кружке религиозных аристократов и интеллигентов, группировавшемся вокруг великой княгини Елизаветы Фёдоровны (Олсуфьевы, Трубецкие, П. А. Флоренский, С. Н. Дурылин и другие). Люди этого круга становились поклонниками и заказчиками Щусева и поддерживали в обществе интерес к неорусской архитектуре.
Зрелый вариант этого стиля, сложившийся к 1908 году, свободно сочетал мотивы псковско-новгородской и московской школ средневековой Руси. По мнению Д. С. Хмельницкого, его лучший образец — кельи монастыря в Овруче (1907—1910). Функциональная планировка, почти полное отсутствие прямых заимствований, и свобода обращения с формой предвещали щусевские конструктивистские работы. К. Н. Афанасьев считал самой яркой небольшую церковь в Натальевке, задуманную заказчиком и архитектором как музей русской иконы. Самой же известной работой, и возможно лучшим образцов позднего русского модерна стал комплекс Марфо-Мариинской обители в Москве, созданный Щусевым совместно с Нестеровым в 1908—1912 годы.
Стилистическая классификация щусевских церквей в советской и постсоветской литературе осложнялась идеологическими установками. Модерн считался упадочническим движением, а его влияние замалчивалось. Критики сталинского периода, избегая упоминаний модерна, преподносили работы Щусева как самобытное, патриотическое и прогрессивное искусство. Сам Щусев всегда избегал публичного причислению к какому-либо направлению, и пытался предать свой церковный опыт забвению. В автобиографиях 1930-х годов он называл лишь Марфо-Мариинскую обитель и церковь на Куликовом поле. Официальная биография Щусева 1948 года, адресованная американской публике, упомянула лишь реставрацию церкви в Овруче. В конце советской эпохи А. В. Иконников помещал Щусева в конечную точку эволюции неорусского стиля, возникшего около 1880 года в работах В. М. Васнецова и абрамцевского кружка. Васнецовский стиль, принципиально отличный от «официального» русского стиля, был развит Ф. О. Шехтелем, привнёсшим мотивы северного модерна, и достиг вершины в работах Щусева и В. А. Покровского. Покровский стремился к буквальному возрождению средневекового московского духа, а Щусев оказался более восприимчив к влияниям модерна и псковско-новгородской школы. Ни один из архитекторов «второй руки» не сумел приблизиться к уровню Покровского и Щусева, а опыты архитекторов меньшего масштаба, по мнению Иконникова, «оказались вообще несостоятельны». Современный искусствовед Д. В. Кейпен-Вардиц полагает, что к 1900 году васнецовское движение, восприняв идеи модерна, стало одной из его ветвей. Третьим его столпом, наравне с Покровским и Щусевым, был И. Е. Бондаренко, которого Иконников считал второстепенным мастером.
До начала Первой мировой войны Щусев успел построить церкви в Бари и Сан-Ремо в Италии, в Кугурештах (ныне Молдова), и на Куликовом поле. Последней стала церковь на Братском кладбище под Москвой, спроектированная в 1915—1915 годы и освящённая в декабре 1918 года. Церковь в Кугурештах следует национальной молдавской традиции, восходящей к византийской архитектуре, церковь в Сан-Ремо — традиционному русскому стилю, часовня в посёлке Нижние Вязовые — образец русского классицизма. А. Н. Бенуа полагал, что Щусев обратился к классицизму, пресытившись неорусским стилем; в действительности же работа в различных стилях, диктуемых волей заказчика или традицией, была естественной нормой для практикующих профессионалов. Щусев был убеждён, что в эпоху модерна архитектор вправе опираться и на национальную традицию, и на любой большой архитектурный стиль: «вся русская архитектура с 1830-х до 1910-х годов может рассматриваться как единое культурное движение к постижению основ … и созданию на их базе нового общенационального стиля … как единый стилеобразующий процесс».

### Железнодорожная архитектура (1911—1930-е)
В октябре 1911 года Щусев выиграл закрытый конкурс на проектирование Казанского вокзала в Москве и был назначен его главным архитектором. Он переехал из Петербурга в Москву и поселился в доме 25 по Гагаринскому переулку. В 1912—1913 годы Щусев организовал экспедиции в старинные города для изучения древнерусской архитектуры, и использовал собранный материал для уточнения проекта. Ярусная башня вокзала восходит одновременно и к башне Сююмбике в Казани, и к Боровицкой башне московского Кремля — и в то же время по-своему уникальна. Часовая башня фасада — вариация на тему башни Св. Марка в Венеции.
Уточнённый проект, опубликованный в апреле 1913 года, заметно отличался от конкурсного. Проект 1911 года следовал щусевскому храмовому стилю с плавно перетекающими объёмами. Внутренее пространство вокзала было двухуровневым: служебные помещения располагались в первом этаже, а пассажирские — во втором; пассажиры имели удобны проход к платформам по навесным галереям. Перронный зал предполагалось накрыть трёхпролётным остеклённым перекрытием конструкции В. Г. Шухова. Эти предложения было отвергнуты из-за высоких затрат, и вокзал был перепроектирован и построен в один уровень. Низкий и длинный (205 м) фасад Щусев разделил на асимметричный ряд павильонов в стилистике московского барокко, имитирующий разновременно возникшие хоромы. Каждый павильон оформлен по-своему и восходит к конкретному, узнаваемому историческому прообразу. Возможно, Щусев заимствовал эту идею в нереализованном проекте Военно-исторического музея В. А. Покровского. Тот же принцип он применил в конкурсном проекте банка в Нижнем Новгороде (и проиграл Покровскому). Своеобразной «рамой» для вокзала служил Каланчёвский путепровод — единственная неоклассическая постройка Щусева в Москве.
Строительство началось в 1913 году, и было прервано революцией 1917 года. Вокзал вступил в эксплуатацию в ноябре 1917 года с незавершённой отделкой. Собранный Щусевым коллектив художников-мирискусников распался, многие эмигрировали, но архитектору удалось удержать узкий круг наиболее доверенных помощников. Художник Е. Е. Лансере вернулся в щусевскую фирму в начале 1930-х годов, совместно с сыном завершил росписи Казанского вокзала, и оставался с Щусевым до своей смерти в 1946 году. Первая очередь вокзала была завершена в 1926 году, главный западный фасад получил современную отделку в 1940—1941 годы, а предусмотренная Щусевым Царская башня была построена лишь в 1997 году.
В 1914—1916 годы Щусев разработал проекты станций для железных дорог Урала и Северного Поволжья. Типовые деревянные вокзалы IV класса и уникальный вокзал Красноуфимска он оформил в стилистике петровского и елизаветинского барокко, вокзал Сергача — в стилистике русского ампира, а на станции Семёнов появился деревянный русский терем. Сохранившийся деревянный вокзал станции Керженец, также планировавшийся в форме терема, был построен в 1919—1920 годы в упрощённых формах.

### Градостроительные проекты (1918—1925)

План «Новая Москва», утверждённый и опубликованный в 1923 году

Щусев, никогда не разделявший монархической идеологии, безоговорочно поддержал Февральскую революцию. В течение революционного 1917 года он достраивал Казанский вокзал, и участвовал в многочисленных обществах и комиссиях по делам культуры. В годы гражданской войны Щусев жил в Москве и активно сотрудничал с властью; ему, со слов С. О. Хан-Магомедова, приписываются слова: «если я умел договариваться с попами, то с большевиками я как-нибудь договорюсь». К 1922 году он стал неформальной старейшиной столичного архитектурного цеха, и был избран председателем Московского архитектурного общества.
В 1918 году Щусев и И. В. Жолтовский возглавили работу над генеральным планом Москвы. Бригада авторов «Новой Москвы» возникла на базе мастерской Жолтовского; к 1922 году Жолтовский, сохранив почётный титул «старшего зодчего», передал руководство Щусеву. Большинство участников проекта, от братьев Весниных до студентов ВХУТЕМАСа, придерживалось модернистской идеологии, но результат их работы оказался по-щусевски консервативным. Планировщики оставили в покое старый город и сосредоточились на развитие новых территорий, расходящихся радиальными лучами от центра. Правительственный центр перемещался из Кремля и Китай-города на Ходынское поле, что позволило бы разгрузить центр и отказаться от расширения старинных улиц. Застройка в границах Садового кольца, за редкими исключениями, осталась бы нетронутой.
Щусев последовательно отвергал идеи радикального переустройства и настаивал на сохранении исторической ткани города; oн то и дело конфликтовал с властью, защищая от сноса церкви и особняки. В октябре-ноябре 1925 года произошёл жёсткий публичный спор из-за приговорённой к сносу церкви святого Евпла. Упрямство Щусева стало более не терпимым, он был смещён и заменён C. C. Шестаковым. В рамках щусевского плана были реализованы лишь отдельные участки: расширение бульваров, ликвидация Хитрова рынка, закладка посёлков Сокол и Дукс и расчистка «зелёного клина», на котором в 1923 году расположилась Всероссийская сельскохозяйственная и кустарно-промышленная выставка.
Конкурс проектов планировки выставки выиграл Жолтовский, а Щусев, как её главный архитектор, возглавил организацию работ. Он привлёк к проектированию павильонов созвездие архитекторов и художников, от ветеранов Ф. О. Шехтеля и В. А. Щуко до ещё никому не известных студентов Н. А. Ладовского. Павел Щусев разработал деревянное перекрытие павильона «Госсельхозсклада», а сам Щусев приспособил под «кустарный павильон» кирпичный цех бывшего судостроительного завода «Крымский Бромлей» у Крымского моста. Чертежи павильона выполнил А. В. Снигарёв, интерьеры — Г. П. Пашков и Н. П. Пашков, дизайн фасадов — А. А. Дейнека. Белёный лепной декор, гжельская майолика фасадов и ступенчатая башня над бывшим эллингом отчасти повторяли мотивы уже осуществлённой части Казанского вокзала, отчасти послужили образцом для ещё не завершённых его частей. По завершении выставке в павильоне разместился рабочий клуб Гознака, а в 1930-е годов он был перестроен в ныне существующее здание администрации парка Горького с кинотеатром. Другие постройки Щусева 1920—1924 годов — пропилеи на Тверской площади и два деревянных мавзолея Ленина — были временными, и были вскоре разобраны.
Консервативные взгляды Щусева на градостроительство сложились под влиянием увиденного в дореволюционные годы на Украине, в Бессарабии и в Италии, где он научился ремеслу адаптации новых построек к исторической среде. Его подход к сочетанию старого и нового следовал практике молодого поколения итальянских архитекторов, в особенности Марчелло Пьячентини. Щусев и Пьячентини познакомились на римской выставке 1911 года, и надолго стали единомышленниками. Опирался Щусев и на авторитетов прошлого, например, К. Зитте, и на новейшие идеи из Германии и Америки. Хотя в 1925 году Щусев объявил себя «анти-американистом», именно он организовал в 1929 году издание русского перевода «Как строит Америка?» Р. Нойтры. Щусев высоко ценил американские технологии и нормы градостроительного зонирования, и возмущался тем, что в США инженеры вытеснили архитекторов. Ему нравилась концепция отдельно стоящих жилых домов-небоскрёбов, окружённых зелёными парками, которую продвигали Ле Корбюзье и Вальтер Гропиус — но он полагал, что в Советском Союзе тех лет высотное строительство было бы слишком затратно и небезопасно. Воззрения Щусева на градостроительство эволюционировали вплоть до публикации в 1934 году «Архитектурной организации города»; во второй половине 1930-х годов независимые теоретические изыскания стали невозможны.

### Мавзолей Ленина (1924, 1929—1930, 1940-е)
Ночью с 22 на 23 января 1924 года Щусева вызвали в Кремль, где он получил важнейшее назначение в жизни — постройку мавзолея Ленина (все источники, описывающие этот эпизод, опираются на мемуар самого Щусева, опубликованный в 1937 году). Мотивы, побудившие Политбюро выбрать Щусева, достоверно неизвестны; вероятно, к 1924 году он уже был доверенным архитектором большевистской верхушки. Первый, временный деревянный Мавзолей был построен за три дня на морозе, достигавшем −30°С. В марте 1924 года Щусеву доверили строительство второго, также деревянного и также временного здания Мавзолея, которое служило бы трибуной для партийных вождей. Оно было вчерне построено в апреле и открыто для посещений в августе 1924 года.
Пять лет спустя правительственная комиссия решила, что образ второго мавзолея выдержал испытание временем, и поручила Щусеву проектирование третьего, постоянного здания. Первые эскизы, составленные Щусевым и И. А. Французом, были намеренно асимметричны: над левым передним углом основного объёма располагалась круглая платформа трибуны. Политбюро отвергло это предложение и настояло на симметричной композиции по образцу второго Мавзолея. Утверждённый проект авторства Щусева, Француза и Г. К. Яковлева был построен за 16 месяцев в 1929—1930 годы. Распространявшаяся краеведом А. А. Клименко и актёром А. А. Ширвиндтом версия о том, что основным автором Мавзолея был Француз, подтверждения не нашла. Достоверно известно лишь то, что в ходе строительства Щусев часто и надолго уезжал из Москвы, и в его отсутствие работами руководил именно Француз.
Сохранив общую форму второго Мавзолея, архитекторы изменили пропорции его ярусов и отказались от декорирования внешних стен пилястрами и каннелированными панелями. Если второй Мавзолей принадлежал классической традиции, то третий создавался под влиянием модернистского опыта 1920-х годов. По щусевской традиции, нижний ярус Мавзолея намеренно асимметричен: в его правом (со стороны площади) углу устроена ниша, визуально смягчающая угол со стороны подхода очереди посетителей. Как часто случалось в жизни Щусева, в ходе постройки проект неоднократно изменялся. В ранних вариантах бетонный каркас мавзолея должен быть облицован чёрным порфиром. Швы, разделяющие плиты облицовки, не были никак выделены: надземная часть здания, служащая лишь колпаком над просторным подземным залом, должна была казаться цельным чёрным монолитом. На практике Щусеву пришлось заменить порфир на светлый гранит и создать новую иллюзию — кладки из крупногабаритных гранитных квадров. Так, вопреки первоначальным замыслам, облицовка превратилась из нейтрального фона в самостоятельный художественный элемент.
Об основном, подземном, объёме Мавзолея известно мало; по состоянию на 2021 год, его внутреннее устройство остаётся государственной тайной. Объём подземных помещений составлял 3400 м3 уже в 1930 году, и безусловно расширялся во время перестройки 1940-х годов. Видимые свидетельства этих работ, выполненных под общим руководством Н. В. Горбачёва — новые трибуны, изменившие вертикальное членение Мавзолея, и новый саркофаг Ленина, разработанный Щусевым совместно со скульптором Б. И. Яковлевым.

### Директор Третьяковки (1926—1928)
Вторая половина 1920-х годов не была для Щусева столь же успешной, какой она стала для К. С. Мельникова или братьев Весниных. В 1926 году не имевший ни заказов, ни постоянной должности архитектор принял предложение возглавить национализированную Третьяковскую галерею. Щусев всерьёз увлёкся музейным делом — составлением каталога фондов, выпуском открыток и альбомов, организацией выставок, закупкой картин и их отбором в постоянную экспозицию. Сам Щусев особенно ценил Суриковскую выставку 1927 года — тогда как М. В. Нестеров, напротив, критиковал её.
Именно при Щусеве галерея была впервые электрифицирована (до 1929 года она принимала посетителей только в дневные часы) и получила новую систему отопления и вентиляции. Щусев приобрёл для фонда графики Третьяковки дом в Малом Толмачёвском переулке и составил проекты её расширения. Задуманный им музейный квартал на Волхонке не состоялся, а «щусевский корпус» галереи в Лаврушинском переулке был построен А. В. Снигарёвым в 1936 году. Он стал последней реализованной работой Щусева в неорусском стиле. Служба в Третьяковке неожиданно прекратилась в ноябре 1928 года: во время поездки Щусева в Париж нарком образования А. В. Луначарский сместил его и заменил на М. П. Кристи.

### Конструктивистские проекты (1925—1932)
В середине 1920-х годов Щусев примкнул к набиравшему силу движению конструктивистов. Он
поддерживал новые идеи, но не участвовал в организованных группах конструктивистов, и предостерегал от поверхностного копирования модернистской стилистики. «Если сделать выводы о том, что нарастает „новый стиль“ … и что в этом будет решение задач „современности“ — то этим будет сделана непоправимая ошибка, так как к некоторым видам строительства будет за уши притянут не свойственный им видимый конструктивизм, подобно „ампирной“ колонке». Первая капитальная постройка Щусева в 1920-е годы — Центральный дом культуры железнодорожников при Казанском вокзале — этому правилу противоречила. Её внутренняя планировка была явно модернистской, но снаружи она была грубо декорирована «под барокко».
В 1925 году Щусев участвовал в трёх архитектурных конкурсах первого плана — на проекты Госпрома в Харькове и здания Центрального телеграфа и Госбанка в Москве. Все три проекта были откровенно конструктивистские, и все три проиграли. По мнению А. В. Иконникова, щусевский проект Центрального телеграфа был самым ярким на конкурсе, и был отклонён по формальной причине — сплошное остекление противоречило конкурсной программе. В 1927—1929 годы Щусев проиграл ещё один престижный конкурс, на проект библиотеки имени Ленина. Его неоклассический проект, представленный на первый тур, был объявлен «устаревшим». На второй тур Щусев представил модернистский проект, напоминавший работы не столько советских конструктивистов, сколько Ле Корбюзье и Эриха Мендельсона. Конкурирующая «фирма» В. А. Щуко и В. Г. Гельфрейха действовала в обратном порядке, представив сначала конструктивистское решение, а затем тот же проект в стилистике ар деко. Последний и был принят к строительству. Авангардисты всех фракций единодушно осудили «стилистическое двурушничество» и Щусева, и Щуко. В среде архитекторов закрепилось представление о беспринципной всеядности Щусева, которое проникло даже в советский учебник 1985 года. Нестеров признавал, что «Щусев — любитель не столько стилей, сколько стилизаций».
Первые осуществлённые модернистские постройки Щусева — санаторий в Мацесте и жилой дом артистов МХАТ в Брюсовом переулке — были спроектированы в 1927 и построены в 1928 году. Крупнейший проект, здание Наркомзема, был разработан А. З. Гринбергом и Щусевым в 1928—1929 и завершён в 1933 году. Его композиция восходит к зданию универмага «Шокен» в Штутгарте (Эрих Мендельсон, 1924—1926) . Точно определить роли соавторов «Наркомзема» невозможно: Гринберг покинул проектную бригаду на ранней стадии, строительством управлял единолично Щусев, чертежи исполнили Д. Д. Булгаков, И. А. Француз и Г. К. Яковлев, но младшими соавторами Гринберга и Щусева были признаны только двое, Француз и Яковлев.
Последний конструктивистский проект для Москвы — Военно-траспортная академия на Большой Садовой — был создан в 1929—1930 и завершён постройкой в 1934 году. По мнению Д. С. Хмельницкого это одна из лучших работ Щусева, «чистый образец модернизма — рациональный, скромный, серьёзный и безупречно прорисованный». В 1930 году Щусев спроектировал два конструктивистских отеля для «Интуриста». Гостиница в Батуми (соавтор И. А. Француз) была завершена в 1934 году, гостиница в Баку в 1938 году. Недавно учреждённый «Интурист» управлялся НКВД, поэтому обе гостиницы редко упоминались в советской прессе. Куратором и заказчиком эти объектов был первый секретарь Закавказского крайкома Л. П. Берия; документальных свидетельств о возможных контактах Щусева и Берии в этот период не существует.

### Ранний сталинский период (1931—1937)
Конкурс проектов Дворца Советов, проведённый в четыре этапа в 1931—1933 годы, ознаменовал поворот советской архитектуры от модернизма 1920-х годов к монументальной сталинской архитектуре. Опубликованные в 2001 году наброски Щусева дают основание полагать, что он предвидел грядущие изменения уже в 1931 году, но его заявка на первый этап конкурса была откровенно модернистской: архитектор явно следовал идеям Ле Корбюзье. Второй, самый представительный, этап конкурса Щусев благоразумно пропустил; на третий и четвёртый этапы он представил малопримечательные неоклассические проекты. И. В. Сталин уже сделал выбор в пользу Б. М. Иофана, а Щусеву не доверял: «Проект Щусева — тот же собор Христа Спасителя, но без креста (пока что). Возможно, что Щусев надеется дополнить потом крестом».
В ходе московской реформы 1933 года, завершившейся полной национализацией архитектурной деятельности, Щусев возглавил 2-ю государственную мастерскую Моспроекта. Новая «фирма» объединила десятки компетентных архитекторов; одни — Д. Н. Чечулин, А. М. Рухлядев и тандем Л. И. Савельева и О. А. Стапрана — возглавляли собственные творческие группы, другие составляли личный резерв Щусева — своего рода «фирму внутри фирмы». Пользуясь сменой художественных вкусов власти, Щусев получил контракты на «исправление» уже строившихся конструктивистских зданий, стилистика которых в новых условиях была неуместна. В первую очередь ревизии подверглись театр в Новосибирске (ведущий архитектор А. З. Гринберг, 1928—1931), театр Мейерхольда (М. Г. Бархин, С. Е. Вахтангов и В. Э. Мейерхольд, 1930—1931) и гостиница «Москва» (Л. И. Савельев и О. А. Стапран, 1931).
Необходимость перепроектирования «Москвы» объяснялась неопытностью Савельева и Стапрана, якобы заложивших в проект множество ошибочных решений и неспособных их исправить. В действительности Савельев и Стапран были достаточно компетентны, чтобы завершить задуманное. Однако, будучи выпускниками ВХУТЕМАСа, они не владели навыками академической архитектуры и были неспособны «стилистически улучшить» облик «Москвы». Именно поэтому в апреле-мае 1932 года Моссовет призвал в руководство строительством Щусева и Бруно Таута и потребовал совместить планировочные идеи Таута и внешний декор Щусева. Проиграв в бюрократических интригах, Таут в конце 1932 года покинул Москву; Щусев единолично воглавил работы, а уже числившиеся в штате фирмы Савельев и Стапран были понижены до соавторов и помощников Щусева.
Первая очередь «Москвы» открылась в декабре 1935 года. По мнению К. Н. Афанасьева, её длинный западный фасад (по Охотному ряду) получился удачным, а высокий южный фасад — нет. За прошедшие десятилетия он так и не вписался в ансамбль Манежной площади. Южный фасад явно не симметричен, но на этот раз асимметрия была не авторским приёмом Щусева, а вынужденным ответом на выявленные конструктивные дефекты. Бывший «Гранд-отель», вошедший составной частью в силовой каркас «Москвы», оказался буквально набит трухой и не мог нести девять этажей юго-восточной угловой башни. Строителям пришлось заложить проёмы её нижних этажей и отказаться от предусмотренных щусевским проектом тяг и лоджий. Неудачно сложилась и судьба театров в Новосибирске и Москве. Первый был завершён вчерне в 1945 году, сохранив щусевский внешний декор, и полностью утратив новаторское внутреннее устройство залов, разработанное Гринбергом. Второй был завершён после опалы Щусева Д. Н. Чечулиным как концертный зал имени П. И. Чайковского. Здание лишилось угловой башни и колоннады, предусмотренных проектом Щусева 1933 года, и получило невыразительный декор фасадов.
В 1934—1936 годы мастерская Щусева опубликовала немало проектов роскошных, эклектичных и подчас фантастичных зданий для Москвы, предвещавших позднейшую, послевоенную сталинскую архитектуру. Щусев последовательно развивал стилистику западного фасада гостиницы «Москва»: верхние этажи решались как аркады прямоугольных лоджий, визуально усиливававших карнизные тяги. Торцевые ризалиты, так же как в «Москве», Щусев трактовал как угловые башни. Основной мотив интерьеров — коринфские колонны квадратного сечения, поддерживающие кессонированный потолок. Из этих проектов были построены, и то не в полном объёме, лишь «дом архитекторов» на Ростовской набережной и дом на Смоленской набережной, 12 (оба в соавторстве с А. К. Ростковским, 1934—1939). Предложенные в 1934 году «дом Аэрофлота» Чечулина и «дом колхозника» Щусева не были приняты к постройке. Предложенный тогда же театр Навои в Ташкенте был завершён в 1947 году в упрощённых формах и в уменьшенном масштабе. Упростился в ходе строительства и Большой Москворецкий мост (соавторы П. М. Сардарян, П. В. Щусев, 1936—1938). В первоначальном проекте мост должен был быть украшен скульптурами В. И. Мухиной, однако весь выделенный на архитектурное оформление бюджет был потрачен на каменную облицовку, и заказ на скульптуру был отменён. После этого инцидента Мухина более никогда не работала с Щусевым.
Намного успешнее продолжалась карьера Щусева на Кавказе. В 1933 году, когда ещё достраивались его конструктивистские работы, Щусев выиграл закрытый конкурс проектов института Маркса, Энгельса и Ленина (ИМЭЛ) в Тбилиси. Конкуренты — А. В. Власов, И. А. Фомин, В. Д. Кокорин и другие — предлагали несимметричные решения плана, тогда как щусевский проект был строго симметричен. Главный фасад украшали сдвоенные гранёные колонны большого ордера, боковые фасады были решены в национальной грузинской стилистике с многочисленными балконами и лоджиями. Строительство, курируемое лично Берией, завершилось в 1938 году; здание было немедленно признано эталоном советской архитектуры. Но сам Щусев не смог полностью вписаться в сталинскую архитектуру. Его художественное мышление, сформировавшееся до революции, опиралось на «сложные пространственные композиции, следующие функции здания, примат объемной пластики над декором и декларативный отказ от симметрии и монументальности». Этот склад мышления позволил Щусеву легко воспринять модернизм, но он же мешал ему безоговорочно примкнуть к сталинскому монументализму. Щусев остался чужд монументальности, и не случайно проигрывал творческие конкурсы коллегам и ученикам, искренне любившим «сталинский ампир». В 1934 году в Баку, столице Азербайджанской ССР, на Сталинском проспекте Щусев спроектировал и построил здание гостиницы «Интурист».

### Опала (1937)
30 августа 1937 года «Правда» опубликовала статью Савельева и Стапрана, которые обвинили Щусева в плагиате, «моральной нечистоплотности», «контрреволюционных настроениях» и покровительстве арестованным В. И. Лузану и В. И. Шухаеву. В течение недели обличительная кампания приобрела характер организованной травли. Коллеги и подчинённые выдвинули множество обвинений, от «антисоветской физиономии» до преступных сношений с недавно расстрелянным М. Н. Тухачевским и множества эпизодов вредительства. Заместитель Щусева по 2-й мастерской Д. Н. Чечулин осудил шефа, ограничившись упрёками в эксплуатации и плагиате. 2 сентября ответственный секретарь Союза советских архитекторов К. С. Алабян организовал «единогласное осуждение» Щусева и исключил его из Союза. В защиту Щусева выступили лишь Е. Е. Лансере и В. А. Веснин. К концу сентября Щусев был изгнан со всех постов и отстранён от ведения начатых проектов. Руководство 2-й мастерской Моспроекта перешло к Чечулину, который изгнал сотрудников, ещё сохранявших верность Щусеву, и распределил его проекты между собственными назначенцами. Учреждённая алабяновским Союзом «Архитектурная газета» в номере от 12 октября положительно оценила здание ИМЭЛ в Тбилиси, но не упомянула имени его автора.
Хью Хадсон и Карл Шлёгель считали, что единоличным организатором преследования был Алабян, стремившийся монополизировать всю проектную деятельность в рамках руководимого им Союза и тем самым укрепить собственный политический вес. К августу 1937 года действия Алабяна привели к гибели С. А. Лисагора и М. А. Охитовича, и его первоочередной тактической целью стало устранение влиятельных мастеров старой школы. М. Г. Меерович в целом разделял эту позицию, но не называл ни имени Алабяна, ни кого бы то ни было ещё. По мнению Д. С. Хмельницкого, достоверно установить имена организаторов невозможно. Возможная косвенная причина преследования, упомянутая в воспоминаниях Н. С. Хрущёва — публично высказанное Щусевым сочувствие казнённому И. Э. Якиру (Щусев был хорошо знаком с кишинёвскими родными Якира). Сталин был об этом осведомлён, но предпочёл оставить Щусева в покое. Ещё одной причиной могли послужить пререкания Щусева с В. М. Молотовым на первом съезде Союза советских архитекторов в июне 1937 года.
Щусев на время исчез из публичного поля и, по воспоминаниям его помощницы Ирины Синёвой, затворился в своём доме в Гагаринском переулке. НКВД не пытался преследовать его: архитекторы уровня Щусева имели особый иммунитет против политических репрессий. Из воспоминаний П. В. Щусева известно, что осенью 1937 года Щусев, страдавший диабетом и астмой, уезжал лечиться на Кавказ. По предположению Д. С. Хмельницкого, архитектор искал защиты у лично знакомого ему Л. П. Берии — в то время руководителя Грузинской ССР; Берия оказал Щусеву покровительство и способствовал его возвращению в профессию на пост главного архитектора АН СССР. По мнению Хадсона, реабилитация Щусева была ответом коллективного партийного руководства на чрезмерные амбиции Алабяна. Щусев, пишет Хадсон, умело использовал свои связи в Моссовете: уже в октябре 1937 года секретариат Н. С. Хрущёва демонстративно отказал Алабяну в рассмотрении его обращений, а Н. А. Булганин потребовал от Алабяна примириться с Щусевым и обеспечить беспрепятственное возвращение Щусева на пост главного архитектора гостиницы «Москва». Политбюро, действуя через подчинённый ему Моссовет, отказало Алабяну в его заявке на лидерство и сохранило идеологическую монополию за собой.

### Довоенный «Академпроект» (1938—1941)
Весной 1938 года президент АН СССР В. Л. Комаров, заручившись согласием СНК СССР, поручил Щусеву проектирование новой штаб-квартиры Академии и выделил финансирование на новую архитектурную мастерскую. Щусев получил второй шанс, ещё не будучи публично реабилитирован. Формальная реабилитация Щусева в Академии архитектуры состоялась позже, а от восстановления членства в Союзе советских архитекторов он отказался сам.
Академия наук, в 1934 году переведенная из Ленинграда в Москву по решению Политбюро, ютилась во временных помещениях и остро нуждалась в новых, современных зданиях. Ещё в 1935 году Щусев выиграл закрытый конкурс на проект новой Академии, которую тогда планировали строить за Калужской заставой. Принятый позже генеральный план реконструкции Москвы отвёл главному зданию, библиотеке и музеям Академии участок в Замоскворечье, в непосредственной близости от площадки Дворца Советов, где со времён выставки 1923 года располагался спроектированный А. К. Буровым стадион завода имени Сталина. Институтам и жилым домам Академии предназначался район к югу и юго-западу от Калужской площади. Строительство комплекса президиума Академии началось с музейного корпуса на Крымском Валу, но с началом войны в 1941 году было заморожено и более не возобновлялось. В 1965—1983 годы на пустовавшей площадке построили Центральный дом художника и заложили парк. До войны Щусев успел завершить лишь жилой дом на Большой Калужской (Ленинский проспект, 13, в соавторстве с А. К. Ростковским) и здание института генетики (Ленинский проспект, 55), выдержанное в упрощённых ренессансных формах и композиционно близкое зданию ИМЭЛ.
В июле 1938 года новая мастерская Щусева была преобразована в институт «Академпроект». С назначением Л. П. Берии наркомом внутренних дел «Академпроект» стал получать заказы от НКВД: например, на перестройку мавзолея Ленина и комплекса зданий НКВД на Лубянке. По воспоминаниям Ю. Ю. Савицкого, Щусев планировал строить здание НКВД вначале в форме ратуши, а затем в формах русского зодчества XVII века (ранние эскизы «ратуши» руки Лансере были опубликованы в 1999 году). Обе идеи были отвергнуты, и здание получило фасад по образцу римского дворца Канчеллерия, утверждённый решением Берии 9 января 1940 года. Работы Щусева на спецслужбы остаются мало известными и мало изученными; проектная документация, если она и сохранилась, исследователям недоступна.
После войны, следуя карьере Берии, «Академпроект» разрабатывал здания будущего Курчатовского института и других секретных оборонных предприятий. Связь между Щусевым и Берией кулуарно обсуждалась в течение десятилетий, но твёрдого подтверждения не имеет. Д. С. Хмельницкий считает её бесспорной, а биограф Щусева А. А. Васькин — не более чем «интересной и правдоподобной» гипотезой. Достоверно известно лишь то, что Щусев и П. В. Абросимов были частыми гостями в московском доме Берии.

### Работы военных и послевоенных лет (1941—1949)
Вскоре после нападения Германии на СССР А. И. Микоян поручил Щусеву и группе военных инженеров проработать вопрос о защите Мавзолея от авиаударов. Комиссия пришла к выводу, что это технически невозможно, и останки Ленина были эвакуированы в Тюмень. О дальнейшей работе Щусева не известно ничего вплоть до постройки трофейного павильона в парке Горького. Фасады павильона напоминали входную арку выставки 1923 года, а перекрытие — «Госсельхозсклад» П. В. Щусева. Временное здание странным образом сочетало энергию экспрессионизма с традиционной сталинской монументальностью.
В сентябре 1942 года, когда немецкие войска рвались к Волге и держали оборону на Ржевском выступе, Щусев и Лансере с группой помощников приехали в Истру для обмеров разрушенного Новоиерусалимского монастыря. Несколько месяцев спустя в Москве прошла выставка рисунков двух художников, и вышла статья Щусева в «Архитектуре Москвы», в которой он огласил проект восстановления монастыря и перестройки разрушенного войной городка в лыжный курорт. Печатное издание альбома Щусева и Лансере было подготовлено в 1944 году и выпущено в 1946 году. Центральная постройка новой Истры — здание райисполкома с массивной четырёхугольной башней — композиционно напоминала стокгольмскую ратушу, декорированную в нарышкинском стиле. Вокруг неё располагались богато украшенные гостиницы и деревянные домики для туристов. Смысл этого фантастического, невозможного ни в военное, ни в послевоенное время предложения остался неизвестен. Д. С. Хмельницкий предположил, что «Истра» могла быть проработкой нового типа закрытого города. «Ратуша» и «гостиницы» не предполагались к строительству, но несколько типовых дешёвых домов из щусевского альбома были действительно построены у стен Новоиерусалимского монастыря.
В 1943—1948 году Щусев работал над планами восстановления Сталинграда, Новгорода, Кишинёва, Туапсе и улицы Крещатик в Киеве; эти работы проводил не «Академпроект», а особое государственное архитектурное бюро. «Академпроект», расширившийся за счёт найма бывших сотрудников 2-й мастерской Моспроекта, был перегружен достройкой начатого до войны и новыми заказами, включая комплекс обсерватории под Киевом, расширение мавзолея Ленина и новое здание органов госбезопасности на Лубянке. При жизни Щусева, в 1948 году, была завершена лишь его восточная половина; западную достроили в 1986 году.
Профильные работы «Академпроекта», построенные после войны — академические и оборонные институты и здание отделения АН СССР в Алма-Ате — типичные для сталинской архитектуры массивные постройки со строго симметричными планами и ордерными портиками. Щусев уделял институтам немного времени; действительные авторы довоенных проектов — В. А. Артамонов, М. М. Бузоглы и Н. Я. Тамонькин, а фактически построенных после войны зданий — Н. М. Морозов, А. В. Снигарёв и Б. М. Тарелин. Сам же Щусев неоднократно возвращался к эскизам здания президиума Академии; как и довоенный проект, эти работы не были реализованы. Наиболее удачным, по мнению К. Н. Афанасьева, был проект 1947 года, очищенный от довоенных «излишеств» и, в отличие от позднейших предложений, не стремившийся подражать небоскрёбам.
Летом 1945 года Щусев возглавил кампанию за учреждение в Москве музея архитектуры; главной задачей музея он видел изучение и сохранение исторического наследия, пострадавшего в ходе войны. Решение о создании музея и назначении Щусева его директором было принято в марте 1946 года, а заместителем Щусева стал Н. Д. Виноградов. Щусев подобрал для музея дом Талызина, в то время подведомственный МВД, и (со слов Виноградова) лично договорился с министром о его передаче музею; реставрацию дома Талызина провёл Виноградов. С согласия Щусева музей стал прибежищем искусствоведов-евреев, лишившихся работы в ходе «борьбы с космополитизмом» — Д. Е. Аркина, А. Л. Пастернака, А. М. Эфроса и репрессированного по обвинению в «русском национализме» А. Г. Габричевского. Тогда же в музее разместилась вывезенная из оккупированной Германии Балдинская коллекция.
В 1947 году Щусев участвовал в конкурсе проектов будущей гостиницы «Украина», и проиграл А. Г. Мордвинову и В. К. Олтаржевскому. Последней работой архитектора, завершённой после его смерти коллективом во главе с В. Д. Кокориным и А. Ю. Заболотной, стала станция метро «Комсомольская-кольцевая». Благодаря выбранной конструктивной основе станция небычно просторна; её барочный декор повторяет мотивы, ранее применённые в Казанском вокзале и восходящие к ростовской церкви Одигитрии XVII века. В 1952 году «Комсомольская» была удостоена Сталинской премии, четвёртой в карьере Щусева (посмертно). Позже и зарубежные, и советские авторы критиковали «Комсомольскую» за чрезмерный «навязчивый историзм», который по мнению А. В. Иконникова был неуместен в крупнейшем пересадочном узле столицы.
В мае 1949 года, во время рабочей поездки в Киев, Щусев перенёс сердечный приступ. Он предпочёл вернуться на лечение в Москву, и через несколько дней скончался в больнице.

## Художественные и этические оценки

### Стиль работы и профессиональная этика

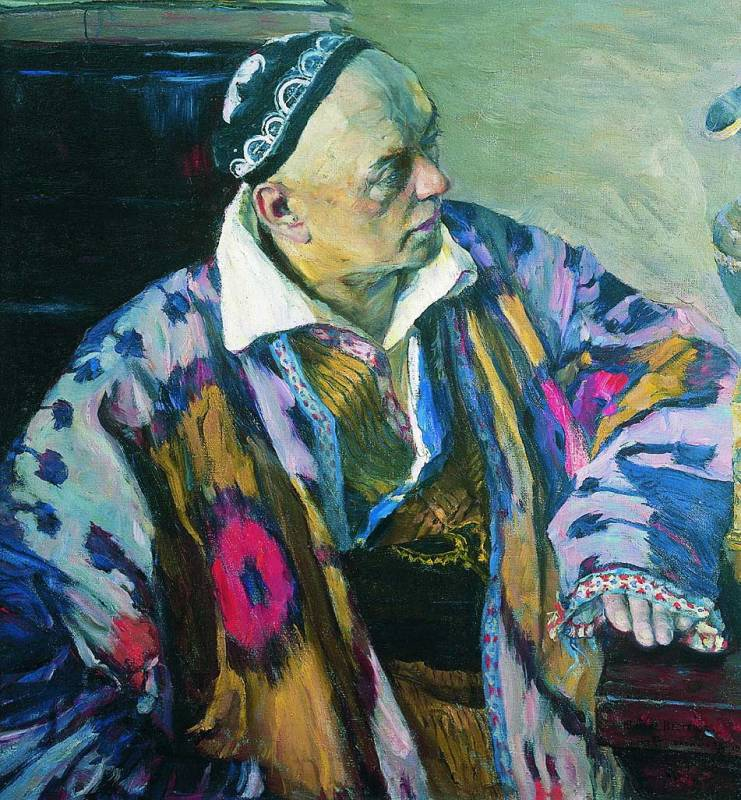
М. В. Нестеров. Портрет А. В. Щусева, 1941 год

Щусев был опытным и способным художником-графиком и акварелистом, виртуозно владел различными художественными техниками и обладал узнаваемой живописной манерой. По мнению М. В. Евстратовой, архитектурная графика Щусева достигла вершины в эскизах и чертежах Каланчёвского путепровода (1913—1914), когда архитектор находился под сильным влиянием С. В. Ноаковского. Щусев высоко ценил художественный талант в других; бывало, что хорошо исполненный студенческий альбом гарантировал его автору место в щусевской фирме — так, например, началась карьера М. В. Посохина, пришедшего во 2-ю мастерскую в 1935 году.
В начале 1900-х годов Щусев быстро прошёл путь от начинающего архитектора-одиночки до главы крупной профессиональной фирмы. К 1914 году на Щусева уже работало созвездие художников, которые и создали бо́льшую часть щусевского графического наследия. Д. Н. Чечулин писал в 1978 году, что в зрелые годы Щусев лишь рисовал эскизы; все чертежи и чистовые презентации создавали его подчинённые. В случае мавзолея Ленина имела место подробно документированная, многократная передача эскизов Щусева исполнителям и исполнительских чертежей — Щусеву. Листы, предназначенные для публичной демонстрации или для представления заказчику, Щусев всегда подписывал собственным именем; его подпись служила не заявкой на авторство, а фирменной печатью. Авторство Е. Е. Лансере, Н. Я. Тамонькина, И. А. Француза и самого Щусева, как правило, достоверно известно экспертам, но множество менее известных исполнителей остались безымянными.
C точки зрения XXI века, выдвинутые в 1937 году обвинения Щусева в плагиате и эксплуатации бесправных «архитектурных негров» были справедливы. Подобное происходило и в других советских «фирмах», но отношение Щусева к подчинённым считалось предосудительным даже в 1930-е годы. Н. Я. Тамонькин, работавший у Щусева более сорока лет, и бывший не только искусным живописцем, но и компетентным архитектором, уже после смерти Щусева оставил о нём крайне нелицеприятные воспоминания. Щусев, со слов Тамонькина, был нетерпим к любым ошибкам подчинённых, и относился лично к Тамонькину — выходцу из крестьян — «как американец или англичанин смотрит на цветного человека, считая его неполноценным …моя трудовая жизнь была отдана славе и наживе А.В. [Щусева]». Для Щусева, утверждал Тамонькин, все люди делились на «больших» и «малых», «важных» и «неважных», не имеющих собственного достоинства и недостойных уважения.
К числу «малых» Щусев относил не только большинство своих подчинённых, но и собственную жену, детей и младшего брата Павла. О семейной жизни Щусева в зрелые годы известно немного; дневники Е. Е. Лансере указывают на то, что она сложилась неблагополучно: «Щ[усев] счастлив тем, что неизменно доволен своею деятельностью … а живёт среди безмолвной жены да с впавшей в маразм дочерью, девкою-домработницею и мерзавкою женою сына в узком коридорчике!» (запись 9 января 1944 года).

### Заступничество за арестованных
В то же самое время Щусеву приходилось то и дело заступаться за «малых людей», преследуемых советским государством. Благодаря предпринимательскому опыту и личным знакомствам с руководителями ОГПУ-НКВД-МГБ, его ходатайства были весьма действенными. Чекисты не пренебрегали мнением художественной общественности — особенно тогда, когда его выражал автор Мавзолея. Щусев не стеснялся использовать Мавзолей как козырную карту, но после 1937 года, по мнению А. А. Васькина, этот аргумент утратил прежнюю силу.
Первый эпизод заступничества связан с арестом М. В. Нестерова в 1924 году; через несколько дней после обращения Щусева Нестеров был освобождён, а обвинение против него прекращено. В 1925 году Щусев выступил в защиту арестованного В. А. Комаровского, а когда ходатайство осталось без ответа — организовал коллективную петицию художников. В том же 1925 году Щусев ходатайствовал за художника В. М. Голицына и искусствоведа Ю. А. Олсуфьева. Комаровский и Олсуфьев погибли позже, в 1937 и 1938 годы, когда Щусев сам находился в опале. Щусев не сумел помочь и зятю Нестерова В. Н. Шрётеру, но позже добился освобождения дочери Нестерова Ольги. Дважды, в 1930-е и в 1940-е годы, Щусев совместно с Жолтовским помогал А. Г. Габричевскому. В 1943 году Щусев, Б. В. Асафьев, В. А. Веснин и И. Э. Грабарь совместно обратились к Берии в защиту П. И. Нерадовского и добились его возвращения из ссылки. В 1948 году Щусев и Грабарь способствовали освобождению Н. П. Сычёва.

### Прижизненные оценки и последующие переоценки

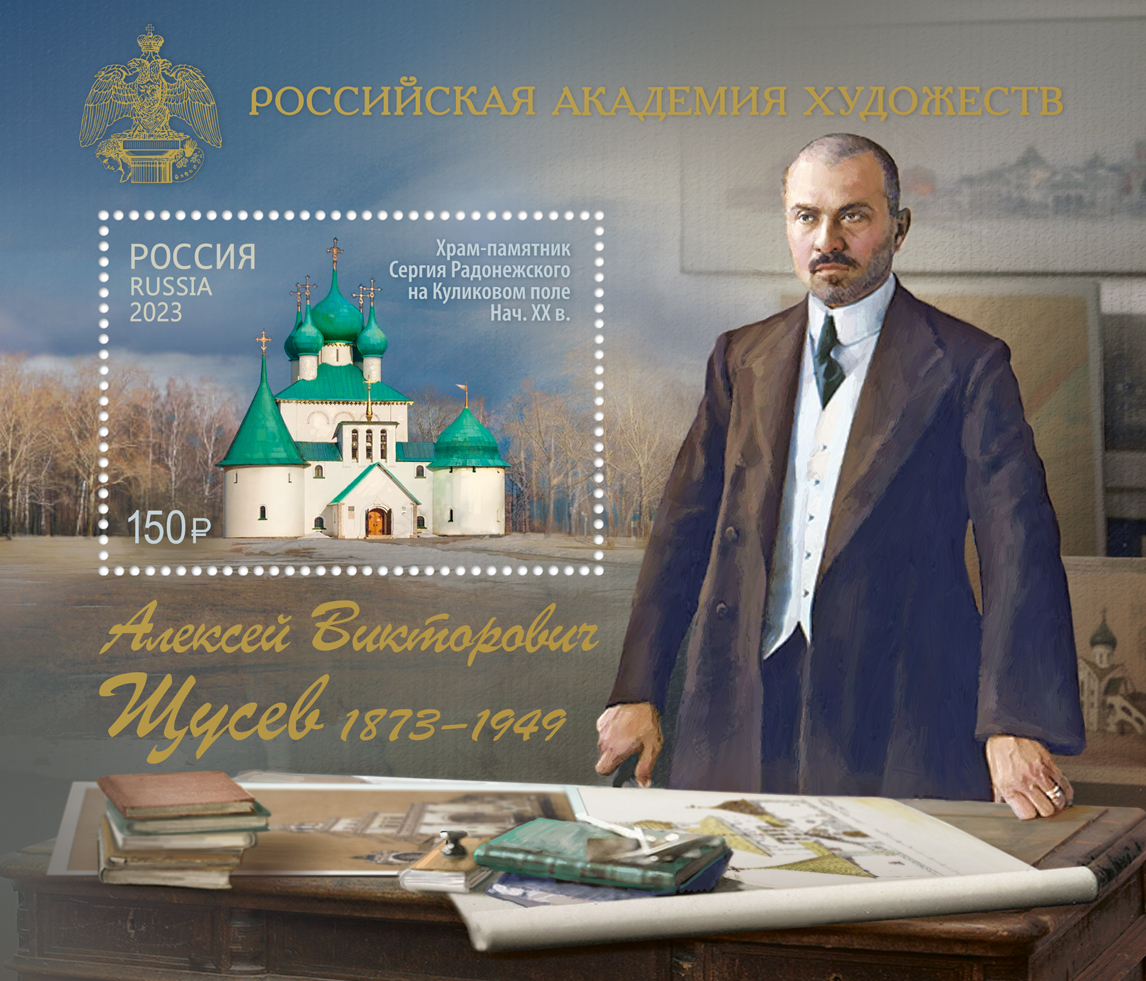
Почтовый блок, 2023 год. Российская академия художеств. 150 лет со дня рождения А. В. Щусева (1873—1949), архитектора

В последнее десятилетие жизни Щусев спроектировал совсем немного известных, оригинальных построек. Однако в тот же период он сумел получил исключительное для архитектора количество наград, включая четыре Сталинские премии: 1940 года за здание ИМЭЛ, 1946 года за саркофаг Ленина, 1948 года за театр имени Навои в Ташкенте, и 1952 года (посмертно) за «Комсомольскую-кольцевую». Награды не сделали награждённого неприкосновенным: в 1948 году очередная кампания, нацеленная на смещение Алабяна, Иофана и Жолтовского, по касательной задела и Щусева. Он был отстранён от руководства «Академпроектом» и вернул его лишь после личного обращения к Сталину.
Немедленно после смерти Щусев был удостоен беспрецедентных почестей. Скоротечная кампания по увековечиванию памяти мастера возвела его на первое место среди всех советских архитекторов, на тот же уровень, который занимал среди поэтов Маяковский. В 1952 году вышел биографический сборник под редакцией Н. Б. Соколова, в 1954 году «Произведения академика А. В. Щусева, удостоенные Сталинской премии», в 1955 году — биография Щусева авторства Е. В. Дружининой-Георгиевской и Я. А. Корнфельда. Всего в советское время о Щусеве было издано больше книг, чем о любом ином архитекторе. Авторы умалчивали о церковных и модернистских проектах Щусева, сосредоточившись взамен на его вкладе в создание социалистического реализма и его неприятии «космополитизма».
Тезис 1950-х годов о том, что Щусев состоялся как художник именно в сталинскую эпоху, не подвергался сомнению и в последующие десятилетия; исключение — мнение С. О. Хан-Магомедова (1972): «наибольший интерес с художественной точки зрения представляют его [Щусева] работы начала XX века … и второй половины 1920-х годов». После выхода биографической монографии К. Н. Афанасьева (1978) интерес к творчеству Щусева надолго угас. Авторы последней четверти XX века, исследовавшие модерн и русский национальный романтизм (В. Г. Лисовский, М. В. Нащокина и другие) рассматривали лишь знаковые, наиболее яркие дореволюционные постройки Щусева. В XXI веке внимание исследователей обращено и к дореволюционным, и к советским работам Щусева. Тема дореволюционного Щусева была практически исчерпана с публикацией «Храмового зодчества Щусева» Д. В. Кейпен-Вардиц в 2013 году; послереволюционный период жизни Щусева, по оценкам 2020 года, по-прежнему исследован поверхностно.

## Осуществлённые проекты
- Осуществлённые архитектурные проекты А. В. Щусева